# Aliartos
Aliartos (gr. Αλίαρτος) – miejscowość w Grecji, w administracji zdecentralizowanej Tesalia-Grecja Środkowa, w regionie Grecja Środkowa, w jednostce regionalnej Beocja. Siedziba gminy Aliartos. W 2011 roku liczyła 4402 mieszkańców.